# جيمي سفيريس
جيمي سفيريس (بالإنجليزية: Jimmie Spheeris)‏ هو مغني ومغن مؤلف أمريكي، ولد في 5 نوفمبر 1949 في فينيكس سيتي في الولايات المتحدة، وتوفي في 4 يوليو 1984.

## وصلات خارجية
- جيمي سفيريس على موقع IMDb (الإنجليزية)
- جيمي سفيريس على موقع ميوزك برينز (الإنجليزية)
- جيمي سفيريس على موقع ديسكوغز (الإنجليزية)
- جيمي سفيريس على موقع قاعدة بيانات الفيلم (الإنجليزية)